# Erigonoplus turriger
Erigonoplus turriger là một loài nhện trong họ Linyphiidae.
Loài này thuộc chi Erigonoplus. Erigonoplus turriger được Eugène Simon miêu tả năm 1881.